# SUBWAY EXPRESS 2
『SUBWAY EXPRESS 2』（サブウェイ・エクスプレス・ツー）は、矢沢永吉2作目のセルフカバー・アルバム。2002年9月4日発売。

## 概要
『SUBWAY EXPRESS』から4年ぶりのセルフカバー・アルバム。初回生産限定盤としてアナログ盤もリリース。2017年9月、缶コーヒー・ボス25周年記念「プライドオブボス」CM曲に「時間よ止まれ」本作収録バージョンが起用。

## 収録曲
1. あの娘と暮らせない
2. I SAY GOOD-BYE，SO GOOD-BYE
3. ワン・ナイト・ショー
4. 気ままなロックン・ローラー
5. 時間よ止まれ
6. 夏のフォトグラフ
7. Hey Diana
8. ボーイ
9. 真っ赤なフィアット
10. 鎖を引きちぎれ
11. 過ぎてゆくすべてに